# Gokinjo Monogatari
Gokinjo Monogatari (jap. ご近所物語) ist eine Manga-Serie von Ai Yazawa, die von 1995 bis 1997 in Japan erschien. Nach Vorlage des Mangas wurden eine Anime-Fernsehserie und ein Film produziert. Mit der Serie Paradise Kiss wird die Handlung teilweise fortgesetzt.

## Handlung
Mikako Kōda, eine Schülerin im ersten Schuljahr an der Oberschule, besucht einen Design-Kurs für Kleidung an der Yazawa Kunstakademie. Ihr Traum ist es, Designerin zu werden und ein eigenes Markengeschäft zu haben. Die Geschichte handelt von ihrer Liebe zu ihrem Nachbarn, Tsutomu Yamaguchi, und von den Beziehungen zu den sie umgebenden Freunden.

## Personen
- Mikako Kōda: Sie ist die Hauptfigur und die Oberschülerin. Sie hat ein großes Talent für Modedesign. Sie ist Tsutomus Freundin aus Kinderzeiten. Sie gewinnt den Hauptpreis der Modeschau beim Kulturfest während der Schulzeit und studiert im Ausland. Sie wird am Ende der Geschichte Designerin.
- Tsutomu Yamaguchi: Er ist Mikakos Freund aus Kinderzeiten. Sein Gesicht ähnelt dem eines Affen. Sein Hobby ist es, merkwürdige Objekte zu machen. Er hat durch den Einfluss von Mikakos Vater Interesse an Kameras und wird am Ende professioneller Fotograf.

## Veröffentlichung
Der Manga erschien von Februar 1995 bis Oktober 1997 im Manga-Magazin Ribon des Verlags Shūeisha in Japan. Die Einzelkapitel wurden auch in sieben Sammelbänden herausgebracht.
Von April 2005 bis März 2006 veröffentlichte Egmont Manga und Anime eine deutsche Übersetzung aller Bände. Akata veröffentlichte eine französische Fassung und Planet Manga eine italienische. Ebenso erschien der Manga in Taiwan.

## Anime-Adaptionen
1995 produzierte das Studio Toei Animation eine Anime-Fernsehserie auf Grundlage des Mangas. Regie führte Atsutoshi Umezawa und die künstlerische Leitung hatte Shinzo Yuki inne. Für das Charakterdesign waren Yashihiko Makoshi und Yoshihiko Umakoshi verantwortlich.
Die Serie wurde vom 10. September 1995 bis zum 1. September 1996 bei TV Asahi im Sonntagmorgenprogramm ausgestrahlt. 1996 kam zur Serie der halbstündige Film Gokinjo Monogatari heraus. Eine italienische Fassung wurde ab August 1998 von Italia 1 gezeigt.

### Synchronisation
| Rolle             | Japanischer Sprecher (Seiyū) |
| ----------------- | ---------------------------- |
| Tsutomu Yamaguchi | Kappei Yamaguchi             |
| Mikako Kōda       | Rumi Shishido                |
| Shintarō Nakasu   | Chizu Yonemoto               |
| Hiroaki           | Hideyuki Tanaka              |

### Musik
Die Musik der Serie komponierte Masahiro Kawasaki. Für den Vorspann verwendete man das Lied He.Ro.I.N, gesungen von Rumi Shishido. Die beiden Abspanne wurden unterlegt mit den Titeln Don't You Know?! und NG!, ebenfalls von Rumi Shishido gesungen.